# Ruig krabbetje
Het ruig krabbetje (Pilumnus hirtellus) is een kleine krab uit de familie Pilumnidae, dat niet algemeen is voor de Belgische en de Nederlandse kust.

## Anatomie
Het ruig krabbetje heeft een convexe carapax dat breder is dan lang, en waarvan de breedte maximaal 28 mm bedraagt. De gehele carapax draagt verspreid veervormige en lange knotsvormlge setae tussen korte stijve haren. De voorste rand van het rugschild draagt geen duidelijke tanden. De schaarpoten zijn sterk ontwikkeld, waarbij de links groter is dan de rechtse. De looppoten (pereopoden) dragen talrijke knotsvormlge en lange veervormige setae.

Het ruig krabbetje is meestal donker roodbruin gekleurd. De punten van de schaar- en looppoten zijn donkerbruin tot zwart.

## Verspreiding en ecologie
Het ruig krabbetje komt voornamelijk voor op harde substraten, vanaf de getijdenzone tot op 90 m diepte. De krabbetjes vereisen een substraat met holle ruimten waarin ze zich kunnen verbergen.

Er zijn geen gegevens beschikbaar over de voedingsgewoonten van het ruig krabbetje.

Het is een zuidelijk Oost-Atlantische soort, voorkomend van Groot-Brittannië zuidwaarts tot de Kaapverdische Eilanden. De soort komt ook voor in de Middellandse Zee en in de Zwarte Zee.